# Écoles du commissariat de l'Armée de terre
Les Écoles du commissariat de l'Armée de terre (abrégé en ECAT) étaient une école militaire du commissariat de l'Armée de terre qui a existé à Montpellier entre le 1er avril 1984 et le 1er juillet 2001, avant de changer de nom et de devenir l'École militaire supérieure d'administration et de management (EMSAM).
Elle était composée de deux divisions, d'où le pluriel de son nom :
- l'École du commissariat de l'Armée de terre (ECAT), proprement dite ;
- l’École militaire d'administration (EMA),

chacune ayant son propre drapeau militaire.
L'ECAT formait les commissaires de l'Armée de terre tandis que l'EMA formait des officiers du corps technique et administratif.